# ロバート・ロード (脚本家)
ロバート・ロード（Robert Lord, 1900年5月1日 - 1976年4月5日）は、アメリカ合衆国の脚本家、映画プロデューサーである。1925年から1940年までに70本以上の映画の脚本を書いた。『限りなき旅』により第6回アカデミー賞原案賞を受賞した。また『黒の秘密』でも原案賞にノミネートされた。

## 主なフィルモグラフィ
- 侠勇ドン・ジュアン（英語版） The Lucky Horseshoe (1925) 原案
- 大洪水（英語版） The Johnstown Flood (1926) 脚本・原案
- The Swell-Head (1927) 脚本
- For Ladies Only (1927) 脚本
- The Little Snob (1928) 脚本
- The Lion and the Mouse (1928) 脚本
- 俺は探偵（英語版） Detectives (1928) 脚本・原案
- On Trial (1928) 脚本
- The Million Dollar Collar (1929) 脚本・原案
- Hardboiled Rose (1929) 脚本
- 犠牲（英語版） No Defense (1929) 脚本
- エロ大行進（英語版） On With the Show! (1929) 脚本
- ブロードウェイの黄金時代（英語版） Gold Diggers of Broadway (1929) 脚本
- The Aviator (1929) 脚本
- She Couldn't Say No  (1930) 脚本
- 天下無敵（英語版） Hold Everything (1930) 脚本
- 犯罪王リコ Little Caesar (1931) 脚本（クレジット無し）
- 繁昌娘（英語版） Big Business Girl (1931) 脚本
- 特集社会面（英語版） Five Star Final (1931) 脚本
- Manhattan Parade (1931) 脚本
- 母（英語版） So Big (1932) 脚本
- 拳闘のキャグネー（英語版） Winner Take All (1932) 脚本
- 限りなき旅（英語版） One Way Passage (1932) 原案・製作
- 立上がる米国（英語版） The Conquerors (1932) 脚本
- フリスコ・ジェニー（英語版） Frisco Jenny (1932) 脚本
- 春なき二万年（英語版） 20,000 Years in Sing Sing (1932) 脚本・製作
- 飢ゆるアメリカ（英語版） Heroes for Sale (1933) 脚本
- The World Changes (1933) 製作
- ゴールド・ディガース Gold Diggers of 1933 (1933) 製作
- Mary Stevens, M.D. (1933) 脚本
- フットライト・パレード Footlight Parade (1933) 原案（クレジット無し）・製作
- Convention City (1933)
- 笑う巨人（英語版） The Little Giant (1933) 脚本・原案
- Jimmy the Gent (1934) 製作
- 泥酔夢 Dames (1934) 原案
- ゴールド・ディガース36年 Gold Diggers of 1935 (1935) 原案
- Page Miss Glory (1935) 脚本
- ギャングの家（英語版） Dr. Socrates (1935) 原案
- ステージ・ストラック Stage Struck (1936)
- コリーン（英語版） Colleen (1936) 原案
- 黒の秘密（英語版） Black Legion (1937) 原案・製作
- 戦慄のスパイ網（英語版） Confessions of a Nazi Spy (1939) 製作
- 女王エリザベス The Private Lives of Elizabeth and Essex (1939) 製作
- 'Til We Meet Again (1940) 原案
- 暗闇の殺人（英語版） Footsteps in the Dark (1941) 製作
- 高い壁（英語版） High Wall (1947) 製作
- 東京ジョー（英語版） Tokyo Joe (1949) 製作